# Frans Floris
Frans Floris, właśc. Frans de Vriendt (ur. 1516 w Antwerpii, zm. 1 października 1570 tamże) – niderlandzki malarz, rysownik i rytownik okresu manieryzmu.
Był synem rzeźbiarza. Początkowo pracował z bratem architektem Cornelisem de Vriendt. W latach 1536–38 był uczniem Lamberta Lombarda w Liège. W 1541 przybył do Rzymu, gdzie przez siedem lat studiował rzymskich manierystów (Jacopo Pontormo, Giorgio Vasari) i kopiował „Sąd Ostateczny” Michała Anioła.
Malował głównie portrety oraz manierystyczne obrazy o tematyce mitologicznej. W portretach kontynuował styl Anthonisa Mora.
Wykształcił na malarzy dwóch swoich synów: Jana Battistę Florisa oraz Fransa Florisa.

## Dzieła

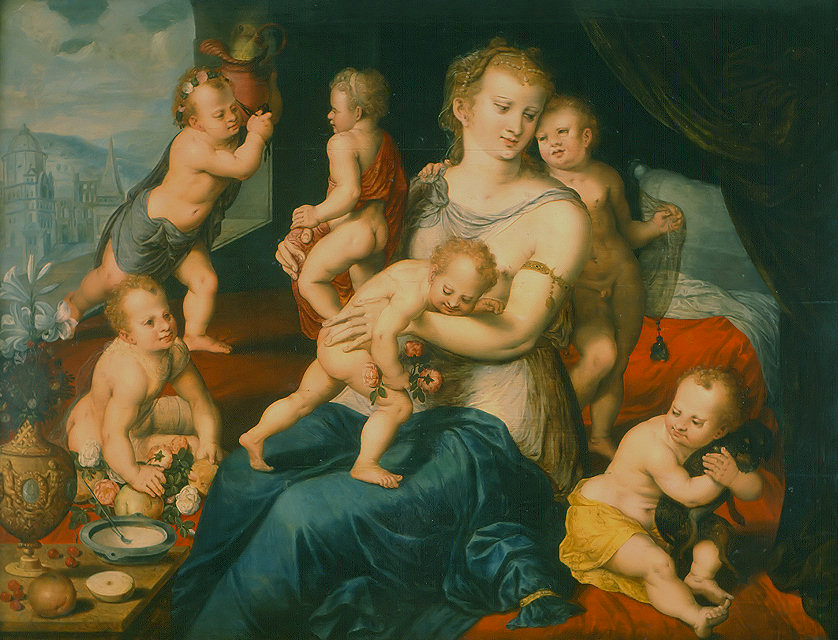
Caritas (XVI w.), Muzeum Narodowe – Oddział Sztuki Dawnej w Gdańsku

- Adam i Ewa (1560) – Florencja, Uffizi
- Adoracja pasterzy (1567–1568) – Antwerpia, Królewskie Muzeum Sztuk Pięknych
- Caritas - Gdańsk, Muzeum Narodowe – Oddział Sztuki Dawnej
- Głowa kobiety (1554) – St. Petersburg, Ermitaż
- Ostatnia wieczerza (II poł. XVI w.) – Zamek w Gołuchowie
- Pokłon pasterzy (1558-59) – Drezno, Galeria Obrazów Starych Mistrzów
- Pokłon Trzech Króli – Bruksela, Musées Royaux des Beaux-Arts
- Portret dziewczyny jako Diany (ok. 1550) – Wrocław, Muzeum Narodowe[1]
- Przebudzenie Sztuk po zakończeniu wojny – Ponce, Museo de Arte de Ponce
- Sąd Ostateczny (1560) – Bruksela, Musées Royaux des Beaux-Arts
- Sąd Ostateczny (1565) – Wiedeń, Muzeum Historii Sztuki
- Sąd Parysa – St. Petersburg, Ermitaż
- Sokolnik (1558) – Brunszwik, Herzog Anton Ulrich-Museum
- Stara kobieta (1558) – Caen, Musée des Beaux-Arts
- Uczta bogów morskich (15610 – Sztokholm, Nationalmuseum
- Upadek aniołów (1554) – Antwerpia, Królewskie Muzeum Sztuk Pięknych
- Wenus i Amor w kuźni Wulkana (ok. 1560) – Berlin, Gemäldegalerie